# Clientelisme als Estats Units

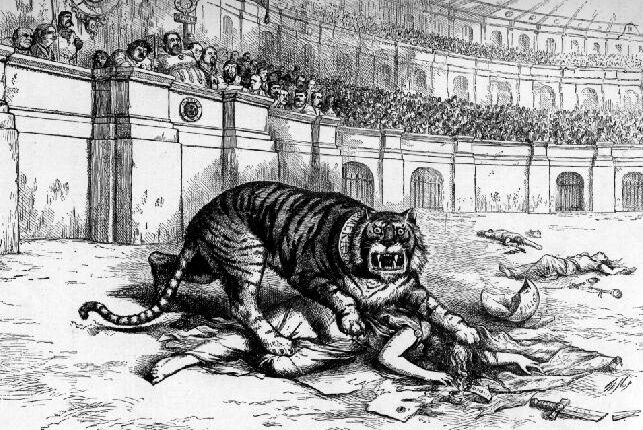
Dibuix fet per Thomas Nast per denunciar la corrupta relació de clientelisme i patronatge que mantenia William M. Tammany, comparant-lo amb la ferotgia d'un tigre.

El clientelisme als Estats Units és el clientelisme (o patronatge) polític actual, i a partir del segle xx, que ocorre al govern dels Estats Units. Als Estats Units, el patronatge polític no sempre és considerat una pràctica oficialment corrupta i de fet és habitual. Per exemple, la constitució dels Estats Units proveeix al president el poder de nomenar persones per a càrrecs de govern, i assessors personals sense el consentiment de congrés. Com en la típica relació clientela-patronatge, aquests càrrecs els acostumen a obtenir persones que van donar suport econòmic al president durant la campanya electoral. De manera similar, a nivell estatal i local els governadors i els alcaldes poden nomenar persones de confiança.
Alguns argumenten que es pot fer servir en propòsits lloables, com ara per al "reconeixement" de comunitats minoritàries, en nombre de votants però amb prou diners, amb el nomenament d'un representant que, de no ser així no tindria prou vots per arribar al poder.
Segons Bearfield el patronatge es pot emprar per a quatre propòsits generals: crear o enfortir una organització política; aconseguir objectius democràtics o d'igualitarisme; crear ponts entre divisions polítiques i crear coalicions; i alterar l'existent sistema de patronatge.

## Exemples cronològics seleccionats
Durant l'edat daurada, el patronatge va esdevenir un tema controvertit. La Societat de Sant Tammany, dirigida per William Tweed, va liderar la política d'una manera que avui dia es consideraria corrupta. Tweed i els seus companys van governar amb poder absolut durant un breu període, en la ciutat i l'estat de Nova York. En el cim de la seva influència, Tweed va ser el tercer terratinent en importància de la ciutat, director de l'empresa ferroviària Erie, director d'un banc (el Tenth National Bank), director d'una impremta (la New-York Printing Company), propietari d'un hotel (el Metropolitan Hotel). A més va ser membre de la Cambra de Representants dels Estats Units, de l'equip d'assessors de la ciutat de Nova York i del Senat de l'estat de Nova York. El 1873, va ser condemnat pel desviament d'entre 40 $ milions i 200 $ milions dels fons públics.
Quan James Abram Garfield va esdevenir president, va col·locar alguns homes corruptes en càrrecs de govern i això va provocar la ira d'una facció del partit republicà, els Stalwarts. Charles J. Guiteau va assassinar Garfield el 1881, sis mesos després d'assumir el càrrec com a president. Per evitar més violència política i per apaivagar l'ultratge, el Congrés va aprovar la llei Pendleton el 1883, la qual establia una Comissió de Servei Civil que resoldria denúncies d'abusos per part dels governants. A més, a partir de llavors per ocupar un càrrec en el govern federal caldria passar un examen, d'aquesta manera s'evitava un patronatge del tipus cronisme.
A començaments del 1969, es va deliberar al Tribunal de la Cort Suprema de Chicago, el cas de Michael L. Shakman versus l'Organització Demòcrata del Comtat de Cook, sobre la relació de patronatge polític i la seva constitucionalitat. Shakman va argumentar que la majoria del patronatge que es feia a la política de Chicago era il·legal tenint en compte les esmenes primera i catorzena de la constitució. A través d'una sèrie de batalles legals i negociacions, els dos partits van acordar els anomenats Decrets Shakman. Amb aquests decrets es declarava que l'estatus dels llocs de treballs públics no es podien veure afectats, ni afavorits ni desfavorits, basant-se en al·legacions polítiques, amb l'excepció de càrrecs específics. El cas ha tornat ha ser actualitat, ja que calia negociar alguns punts que havien quedat per decidir.